# Nordvågholmen

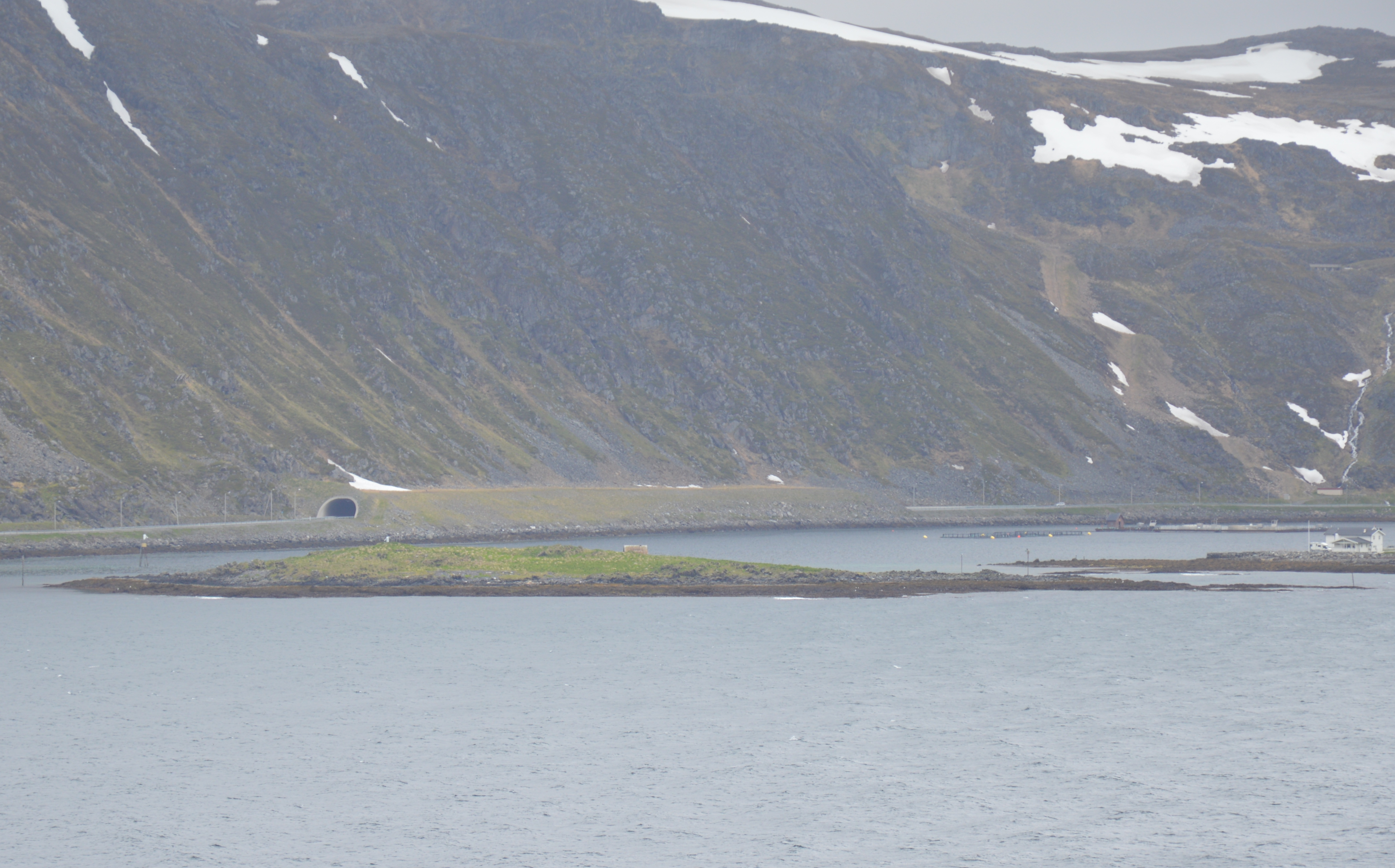
Nordvågholmen, Blick von Süden

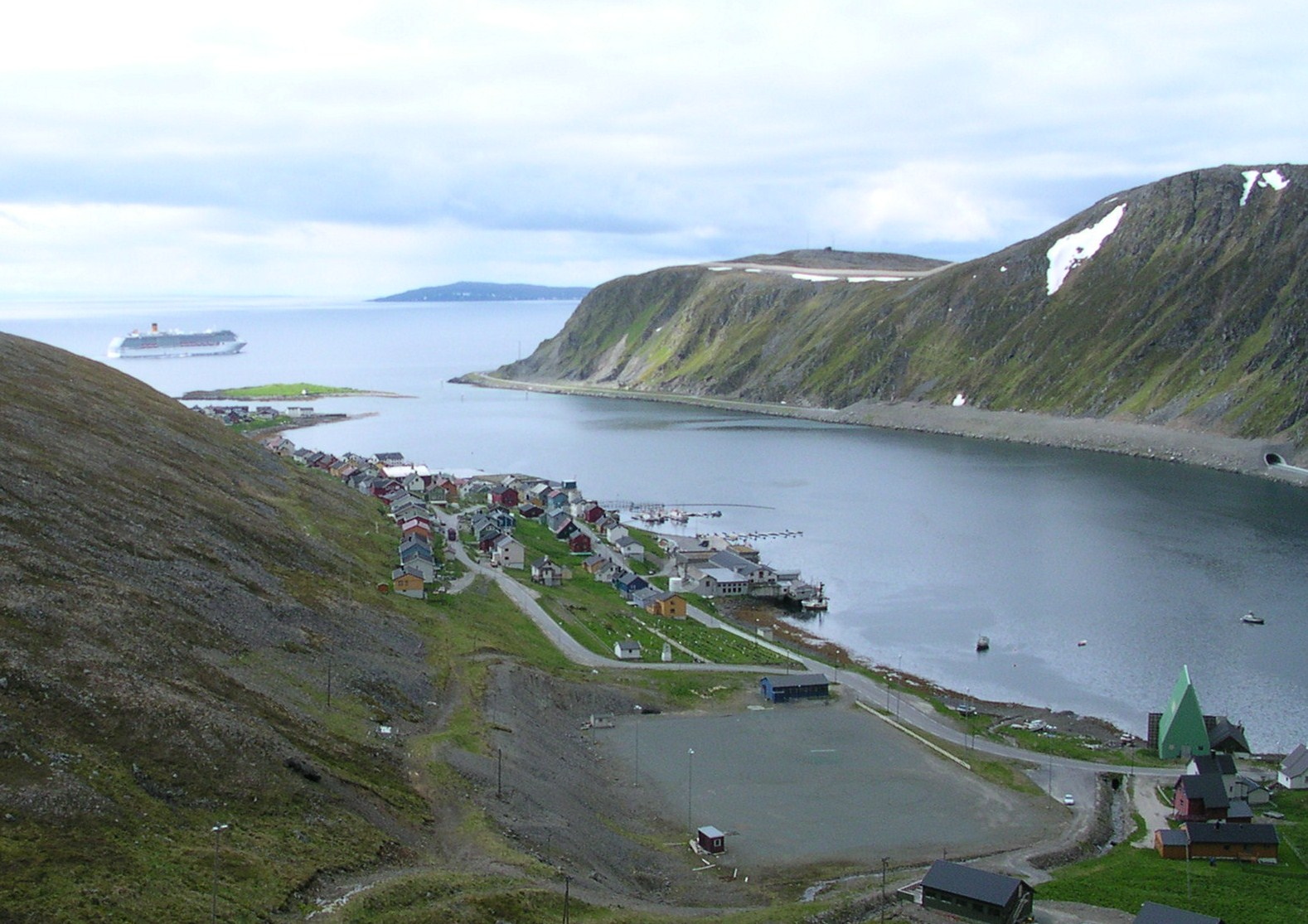
Nordvågholmen oben links am Ausgang des Botn

Nordvågholmen ist eine unbewohnte Insel in Norwegen und gehört zur Gemeinde Nordkapp in der norwegischen Provinz Finnmark.
Sie liegt unmittelbar südlich der Insel Magerøya am südlichen Ausgang des Fjords Botn etwa 250 Meter südlich  vor Nordvågen im Porsangerfjord. Westlich der Insel verläuft die Passage Versterleia, nordöstlich Østerleia. Nordvågholmen erstreckt sich von Norden nach Süden über etwa 200 Meter bei einer Breite von bis zu etwa 150 Metern. Die karge, felsige Insel ist nur spärlich bewachsen und erreicht eine Höhe von bis zu 9,2 Metern. Am Nordufer der Insel wurde ein Gebäude errichtet.
Im östlichen Teil der Insel wird ein altes Gräberfeld aus dem 19. Jahrhundert vermutet.
Zumindest Anfang des 20. Jahrhunderts bestand auf der Insel eine gärtnerische Nutzung durch die Familie Bjarne Berg. Vor 1944 bestand auf der Insel ein Fischereibetrieb. Im Juli 2014 strandete ein Boot und am 14. Januar 2017 ein Fischerboot auf Nordvågholmen.